# Wyatt Crockett
Wyatt Crockett (nacido en Burwood, suburbio de Christchurch, el 24 de enero de 1983) es un jugador de rugby neozelandés, que juega de pilier para la selección de rugby de Nueva Zelanda y para los Crusaders en el Super Rugby.
Debutó con los All Blacks en un partido contra la selección de rugby de Italia, celebrado en Christchurch el 27 de junio de 2009. En 2011 fue seleccionado en el equipo de los All Blacks para el Tri-Nations. Sin embargo, no pudo entrar por muy poco en la selección que ganó la Copa Mundial de Rugby de 2011. Formó parte de la selección neozelandesa que quedó campeona de la Copa Mundial de Rugby de 2015. 